# میناموتو نو هیتوشی
میناموتو نو هیتوشی (به ژاپنی: 源等 Minamoto no Hitoshi); 880 – مارس ۹۵۱) شاعر واکا در دوره هی‌آن اهل ژاپن بود. وی پسر میناموتو نو ماره و نوه امپراتور ساگا بود.